# Le Retour d'André Hardy
Série Andy Hardy
Peines de cœur (1946)
Pour plus de détails, voir Fiche technique et Distribution.
Le Retour d'André Hardy (Andy Hardy Comes Home) est un film américain en noir et blanc réalisé par Howard W. Koch, sorti en 1958.
Il s'agit du seizième et dernier volet de la série de films mettant en scène le personnage de Andy Hardy, incarné par Mickey Rooney depuis 1937. Réalisé douze ans après le précédent volet, Le Retour d'André Hardy est une tentative pour faire revivre ce qui fut autrefois une série très populaire. Ce fut un échec.

## Synopsis
Après plusieurs années d'absence, André Hardy revient dans sa ville natale avec sa femme, Jane, et ses deux enfants . Il est devenu un avocat de grande envergure de la Côte ouest des États-Unis, et il se souvient (en flashbacks de films précédents) de son passé. Il renoue également avec sa mère, sa tante, sa sœur et son neveu Jimmy. Il tente de convaincre les habitants de la ville de laisser son entreprise y construire une usine...

## Fiche technique
- Titre en français : Le Retour d'André Hardy
- Titre original : Andy Hardy Comes Home
- Réalisation : Howard W. Koch
- Scénario : Aurania Rouverol
- Producteur : Red Doff
- Société de production : Fryman Enterprises
- Société de Distribution : Metro-Goldwyn-Mayer
- Musique : Van Alexander
- Photographie : William W. Spencer, Harold E. Wellman
- Montage : John Baxter Rogers
- Format : noir et blanc - 1.85:1 - son : Mono (Westrex Recording System) (Perspecta Sound)
- Genre : Comédie familiale
- Durée : 80 minutes
- Dates de sortie : 
  - États-Unis :22 décembre 1958
  - France : 8 juin 1962

## Distribution
- Mickey Rooney : André (Andy Hardy)
- Patricia Breslin : Jane Hardy
- Fay Holden : Mme Emily Hardy
- Cecilia Parker : Marian Hardy
- Sara Haden : tante Milly Forrest
- Joey Forman : Beezy "Beez" Anderson
- Jerry Colonna : Doc
- Vaughn Taylor : Thomas Chandler
- Frank Ferguson : le maire Benson
- William Leslie : Jack Bailey
- Tom Duggan : le conseiller municipal Warren
- Jeanne Baird : Sally Anderson
- Gina Gillespie : Cricket Hardy
- Jimmy Bates : Chuck
- Teddy Rooney : Andrew "Andy" Hardy, Jr.
- Johnny Weissmuller Junior. : Jimmy
- Pat Cawley : Betty Wilson

## Source
- Le Retour d'André Hardy sur EncycloCiné